# Phryneta aurivillii
Phryneta aurivillii là một loài bọ cánh cứng trong họ Cerambycidae.